# Чемпионат Бразилии по баскетболу
НББ (Новая Баскетбольная лига Бразилии, порт. Novo Basquete Brasil) — высший дивизион системы баскетбольных лиг Бразилии. В соревновании принимают участие 15 клубов.
Первый чемпионат Бразилии был проведён в 1965 году. В 2008 году Бразильской конфедерацией баскетбола была создана Новая баскетбольная лига Бразилии (НББ).
Действующий чемпион — Фламенго.

## Чемпионы
| Сезон   | Чемпион    | Счет        | Финалист        |
| ------- | ---------- | ----------- | --------------- |
| 2009    | Фламенго   | 3-2         | Бразилиа        |
| 2009/10 | Бразилиа   | 3-2         | Фламенго        |
| 2010/11 | Бразилиа   | 3-1         | Франка          |
| 2011/12 | Бразилиа   | 1-0 (78-62) | Сан-Жозе        |
| 2012/13 | Фламенго   | 1-0 (77-70) | Уберландия      |
| 2013/14 | Фламенго   | 1-0 (78-73) | Паулистано      |
| 2014/15 | Фламенго   | 2-0         | Бауру           |
| 2015/16 | Фламенго   | 3-2         | Бауру           |
| 2016/17 | Бауру      | 3-2         | Паулистано      |
| 2017/18 | Паулистано | 3-1         | Моги дас Крузес |

### Команды-участницы сезона 2018/19
| Команда                              |
| ------------------------------------ |
| Жоинвиль (баскетбольный клуб)        |
| Бауру (баскетбольный клуб)           |
| Ботафого (баскетбольный клуб)        |
| Бразилиа (баскетбольный клуб)        |
| Васко да Гама (баскетбольный клуб)   |
| Коринтианс (баскетбольный клуб)      |
| Минас (баскетбольный клуб)           |
| Моги дас Крузес (баскетбольный клуб) |
| Озаску (баскетбольный клуб)          |
| Паулистано (баскетбольный клуб)      |
| Пиньейрос (баскетбольный клуб)       |
| Сан-Жозе (баскетбольный клуб)        |
| Сеаренсе (баскетбольный клуб)        |
| Фламенго (баскетбольный клуб)        |
| Франка (баскетбольный клуб)          |